# Wind
Wind je topografski priimek angleškega izvora za nekoga, ki je živel blizu poti, uličice ali ceste. Najbolj priljubljen je v severovzhodni Angliji, zlasti v Newcastlu na Tynu in v Sunderlandu . Je pa priimek priljubljen tudi na Nizozemskem in Danskem. Priimek ima več črkovalnih oblik, vključno z Waind, Wind, Wynd, Wain in Wean.

## Izvor
Wind izvira iz starega angleškega "gewind" iz 7. stoletja. Opisuje osebo, ki je živela na posebej vetrovnem območju, kot je severovzhodna Anglija, ali "ovinkasta" (winding) cesta. V srednjeveških časih je Wind verjetno dobival hiter tekač ali sel.
Priimek Wind je bil prvič najden v Lancashiru, slovesni grofiji v severozahodni Angliji, v Windleu s Hardshawom, mestnim okrožjem, v župniji in zvezni državi Prescot, sto West Derby. "Pred vladanjem Janeza je Windhull dal ime družini, od katere je bila Edusa, vdova Alana de Windhulla, ki je od tega kralja dobila poziv za svoj dovet proti Alanu de Windhullu, sinu prvega."

## Incidenca, pogostost in uvrstitev na območju
Po navedbah Forebears.io je največ pojavnosti priimka Wind v ZDA, sledijo pa jim Nemčija, Nizozemska in Danska.
| Država          | Incidenca | Pogostost | Uvrstitev na območju |
| --------------- | --------- | --------- | -------------------- |
| Združene države | 3,778     | 1: 95.939 | 10,736               |
| Nemčija         | 3.135     | 1: 25.680 | 3,398                |
| Nizozemska      | 2,868     | 1: 3,336  | 636                  |
| Danska          | 1.692     | 1: 3,336  | 281                  |

## Ugledni ljudje s priimkom
- Hans Wind (1919–1995), finski letalski as in udeleženec druge svetovne vojne
- Jonas Wind (born 1999), danski nogometaš